# دزموند داگلاس
دزموند داگلاس (انگلیسی: Desmond Douglas؛ زادهٔ ۱۹۵۵) یک ورزشکار تنیس روی میز اهل بریتانیا است.
وی در مسابقات کشوری و بین‌المللی در مجموع برنده ۳ مدال نقره، ۲ مدال برنز شده است.